# Aura I
Aura I var ett finländskt eskortfartyg som tjänstgjorde i den finländska marinen från 1939. Fartyget deltog även i andra världskriget.
Fartyget hade byggts för Kustbevakningens räkning, men när kriget bröt ut övertogs det av marinen och användes som eskortskepp för fartygskonvojer.